# Jesper Sørensen
Jesper Ingemann Sørensen (Aarhus, 10 giugno 1973) è un allenatore di calcio ed ex calciatore danese, di ruolo difensore o centrocampista, tecnico del Vancouver Whitecaps.

## Carriera

### Giocatore

#### Club
Ha giocato con vari club nella prima divisione danese.

#### Nazionale
Ha giocato nelle nazionali giovanili danesi Under-17, Under-19 ed Under-21.

### Allenatore
Ha allenato nella prima divisione danese.

## Statistiche

### Statistiche da allenatore
Statistiche aggiornate al 5 maggio 2025.
| Stagione          | Squadra             | Campionato        | Campionato | Campionato | Campionato | Campionato | Coppe nazionali | Coppe nazionali | Coppe nazionali | Coppe nazionali | Coppe nazionali | Coppe continentali | Coppe continentali | Coppe continentali | Coppe continentali | Coppe continentali | Altre coppe | Altre coppe | Altre coppe | Altre coppe | Altre coppe | Totale | Totale | Totale | Totale | % Vittorie | Piazzamento |
| Stagione          | Squadra             | Comp              | G          | V          | N          | P          | Comp            | G               | V               | N               | P               | Comp               | G                  | V                  | N                  | P                  | Comp        | G           | V           | N           | P           | G      | V      | N      | P      | %          | Piazzamento |
| ----------------- | ------------------- | ----------------- | ---------- | ---------- | ---------- | ---------- | --------------- | --------------- | --------------- | --------------- | --------------- | ------------------ | ------------------ | ------------------ | ------------------ | ------------------ | ----------- | ----------- | ----------- | ----------- | ----------- | ------ | ------ | ------ | ------ | ---------- | ----------- |
| 2013-2014         | Silkeborg           | 1.D               | 33         | 20         | 6          | 7          | CD              | 1               | 0               | 0               | 1               | -                  | -                  | -                  | -                  | -                  | -           | -           | -           | -           | -           | 34     | 20     | 6      | 8      | 58,82      | 1°, (prom)  |
| lug.-dic. 2014    | Silkeborg           | SL                | 17         | 0          | 4          | 13         | CD              | 3               | 2               | 0               | 1               | -                  | -                  | -                  | -                  | -                  | -           | -           | -           | -           | -           | 20     | 2      | 4      | 14     | 10,00      | Eson        |
| Totale Silkeborg  | Totale Silkeborg    | Totale Silkeborg  | 50         | 20         | 10         | 20         |                 | 4               | 2               | 0               | 2               |                    | -                  | -                  | -                  | -                  |             | -           | -           | -           | -           | 54     | 22     | 10     | 22     | 40,74      |             |
| mar.-mag. 2016    | Fredericia          | 1.D               | 13         | 5          | 4          | 4          | CD              | 0               | 0               | 0               | 0               | -                  | -                  | -                  | -                  | -                  | -           | -           | -           | -           | -           | 13     | 5      | 4      | 4      | 38,46      | Sub, 6°     |
| 2016-2017         | Fredericia          | 1.D               | 33         | 11         | 12         | 10         | CD              | 3               | 2               | 0               | 1               | -                  | -                  | -                  | -                  | -                  | -           | -           | -           | -           | -           | 36     | 13     | 12     | 11     | 36,11      | 8°          |
| 2017-2018         | Fredericia          | 1.D               | 33         | 11         | 9          | 13         | CD              | 6               | 5               | 0               | 1               | -                  | -                  | -                  | -                  | -                  | -           | -           | -           | -           | -           | 39     | 16     | 9      | 14     | 41,03      | 6°          |
| Totale Fredericia | Totale Fredericia   | Totale Fredericia | 79         | 27         | 25         | 27         |                 | 9               | 7               | 0               | 2               |                    | -                  | -                  | -                  | -                  |             | -           | -           | -           | -           | 88     | 34     | 25     | 29     | 38,64      |             |
| 2023-2024         | Brøndby             | SL                | 22+10      | 14+4       | 5+3        | 3+3        | CD              | 4               | 3               | 0               | 1               | -                  | -                  | -                  | -                  | -                  | -           | -           | -           | -           | -           | 36     | 21     | 8      | 7      | 58,33      | 2°          |
| lug.-nov. 2024    | Brøndby             | SL                | 16         | 7          | 5          | 4          | CD              | 2               | 1               | 0               | 1               | UECL               | 4                  | 1                  | 2                  | 1                  | -           | -           | -           | -           | -           | 22     | 9      | 7      | 6      | 40,91      | Dim         |
| Totale Brondby    | Totale Brondby      | Totale Brondby    | 38+10      | 21+4       | 10+3       | 7+3        |                 | 6               | 4               | 0               | 2               |                    | 4                  | 1                  | 2                  | 1                  |             | -           | -           | -           | -           | 58     | 30     | 15     | 13     | 51,72      |             |
| 2025              | Vancouver Whitecaps | MLS               | 12         | 8          | 3          | 1          | -               | -               | -               | -               | -               | CCC                | 8                  | 3                  | 4                  | 1                  | LC          | -           | -           | -           | -           | 20     | 11     | 7      | 2      | 55,00      |             |
| Totale carriera   | Totale carriera     | Totale carriera   | 189        | 80         | 51         | 58         |                 | 19              | 13              | 0               | 6               |                    | 12                 | 4                  | 6                  | 2                  |             | -           | -           | -           | -           | 220    | 97     | 57     | 66     | 44,09      |             |

## Palmarès

### Giocatore

#### Competizioni nazionali
- Coppa di Danimarca: 2

Aarhus: 1991-1992
Copenhagen: 1996-1997
- Supercoppa di Danimarca: 2

Copenhagen: 1995
AB: 1999

#### Allenatore
- 1. Division: 1

Silkebrog: 2013-2014